# Maria Ressa
Maria Angelita Ressa (n. 2 octombrie 1963, Manila, Filipine) este o jurnalistă și autoare filipino-americană, cofondatore și CEO Rappler. Timp de aproape două decenii a lucrat ca reporter principal de investigație pentru CNN în Asia de Sud-Est. În 2020, ea a fost condamnată în temeiul controversatei legi filipineze împotriva criminalității cibernetice,  acțiune evaluată de grupurile pentru drepturile omului și jurnaliști ca fiind un atac asupra libertății presei.
Ressa a fost inclusă în revistaTime ca persoana anului 2018, fiind unul dintre jurnaliștii recunoscuți la nivel mondial pentru combaterea știrilor false. La 13 februarie 2019, ea a fost arestată din cauza acuzațiilor că Rappler a publicat o știre falsă despre omul de afaceri Wilfredo Keng. La 15 iunie 2020, un tribunal din Manila a găsit-o vinovată de cibelibel. Întrucât este un critic deschis al președintelui filipinez Rodrigo Duterte, arestarea și condamnarea ei au fost văzute de mulți din opoziție și din comunitatea internațională ca un act  politic al guvernului Duterte. Ressa este una dintre cele 25 de personalități importante, membră a Comisiei pentru informații și democrație inițiată de Reporterii fără frontiere.
Ressa a primit Premiul Nobel pentru Pace în 2021, împreună cu Dmitri Muratov „pentru eforturile lor de a proteja libertatea de exprimare, condiție prealabilă pentru democrație și  pace durabilă”.

## Biografie

### Tinerețe
Ressa s-a născut în Manila în 1963, când mama ei avea 18 ani. Tatăl Ressei a murit când ea avea un an. Mama ei s-a mutat apoi în Statele Unite ale Americii, lăsându-și fetele cu familia tatălui lor și apoi și-a vizitat frecvent copiii. Ulterior, mama ei s-a căsătorit cu un bărbat italo-american și și-a dus amândoi copiii în Statele Unite. Când avea 10 ani Ressa a fost adoptată de tatăl ei vitreg și a luat numele de familie al acestuia. Părinții ei s-au mutat la Toms River, New Jersey. Ressa a urmat Toms River High School North, o școală publică din apropierea casei.
În facultate Ressa a studiat biologia moleculară și teatrul la Universitatea Princeton, unde a absolvit în 1986 Cum Laude  licența la  Engleză și a primit certificarile pentru teatru și dans. Ressa a primit o bursă Fulbright pentru a studia teatrul politic la Universitatea Diliman din Filipine .

## Carieră

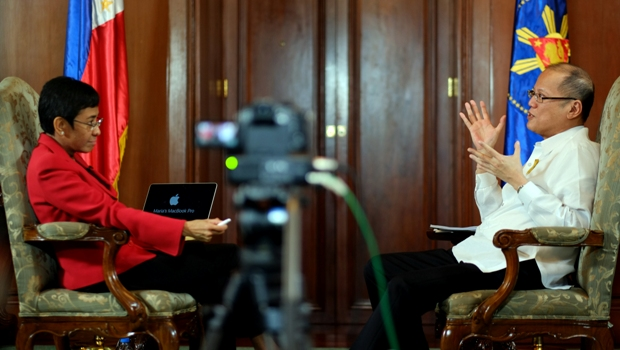
Ressa susține un interviu cu fostul președinte filipinez Benigno Aquino III la Sala de muzică a Palatului Malacañang, 7 iunie 2016

Primul loc de muncă al Resei a fost la postul guvernamental PTV 4.f   In 1987 a fost co-fondatator a companiei de producție independentă Probe  și a fost simultan șef al biroului CNN în Manila până în 1995. Apoi a condus biroul CNN Jakarta din 1995 până în 2005. În calitate de reporter principal de investigații a CNN în Asia, s-a specializat în  investigarea rețelelor teroriste. A fost autor rezident la Centrul Internațional de Cercetare a Violenței Politice și Terorismului (ICPVTR) la Școala de Studii Internaționale S. Rajaratnam a Universității Tehnologice Nanyang din Singapore.
Din 2004, Ressa a condus secția de știri a ABS-CBN, concomitent scria și pentru CNN și pentru  The Wall Street Journal. În septembrie 2010, ea a scris un text pentru The Wall Street Journal criticându-l pe președintele de atunci Beningno Aquino III pentru modul de gestionare a unei crize cu ostatici. Textul a fost publicat cu două săptămâni înainte de vizita oficială a președintelui în Statele Unite ale Americii. Acest text,  se presupune, a fost unul dintre motivele pentru care Ressa a părăsit agenția în 2010, după ce a decis să nu-și reînnoiască contractul.

### Cărți
Ressa este autoarea a două cărți despre evoluția terorismului în Asia de Sud-Est — Semințe de teroare: o relatare a martorilor oculari despre cel mai nou centru al-Qaeda (2003) și De la Bin Laden la Facebook: 10 zile de răpire, 10 ani de Terorism (2013).

### Carieră academică
Ressa a predat cursuri de politică și jurnalism  în Asia de Sud-Est la Universitatea Princeton și cursuri de jurnalism de televiziune pentru la Universitatea Diliman din Filipine .

### Rappler
În 2012 Ressa  și alte trei femei , membri fondatori, a înființat site-ul de știri online Rappler alături de o mică echipă de 12 jurnaliști și dezvoltatori. Început inițial ca o pagină de Facebook numită MovePH în august 2011, Rappler a devenit un site de sine stătător pe 1 ianuarie 2012. Site-ul a devenit unul dintre primele site-uri de știri multimedia din Filipine și un important portal de știri din Filipine, primind numeroase premii locale și internaționale. În prezent este al patrulea site ca mărime din țară, angajând aproximativ 100 de jurnaliști. Ressa este redactor executiv și director executiv al site-ului de știri. Rappler a primit reacții negative datorită folosirii unor titluri „insensibile” cu privire la moartea importantului lider religios Eli Soriano.

### „Consiliul de supraveghere a conținutului real”
Din  25 septembrie 2020, Ressa face parte din cei 25 de membri ai „Consiliului de supraveghere a conținutului real”, un grup independent de monitorizare a Facebook.

## Probleme cu legea
Ressa l-a intervievat pentru prima oară pe Rodrigo Duterte, cel de-al 16-lea președintele filipinez, în anii 1980, când era primar în Davao. In următorul interviu din 2015 în timpul campaniei sale electorale prezidențiale, acesta a mărturisit că a ucis trei persoane atunci când era primar. Sub conducerea ei, Rappler a criticat în mod constant politicile lui Duterte, în special pe cele care priveau războiul împotriva drogurilor. Textele articolelor demonstrau că abuzurile erau efectuate de poliție cu aprobarea lui Duterte. Site-ul administrat de ea a scris despre presupusa „armată de troli” online pro-Duterte, care, conform articolului lor, lansau știrile false și manipulau prin text  imaginea președinției sale.
În iulie 2017, în discursul său privind starea Uniunii, Duterte a declarat Rappler ca fiind „pe deplin deținut” de americani și, prin urmare, încălcând constituția. El a mai spus: „Nu numai că știrile lui Rappler sunt false, ci și faptul că este un site filipinez este fals”. Ulterior, în august 2017, comisia filipineză de valori mobiliare și de schimb (SEC) a inițiat o anchetă împotriva Rappler și a cerut să verifice documentele sale. În ianuarie 2018 comisia a revocat licența Rappler de agent economic. Cazul a ajuns la Curtea de Apel, unde a fost trimis înapoi la SEC pentru că nu avea niciun temei.

### Arestare și condamnare
Pe 22 ianuarie 2018, Ressa s-a prezentat în fața Biroului Național de Investigații (NBI) din Filipine, pentru a se conforma unei citații privind o plângere de calomnie online în temeiul Legii de prevenire a criminalității informatice din 2012. Administrația lui Rodrigo Duterte folosea această lege pentru a pedepsi criticile la adresa președintelui și aliaților săi. Citații au fost emise pe 10 ianuarie către Ressa, către fostul reporter Rappler Reynaldo Santos și către omul de afaceri Benjamin Bitanga. Reclamația a fost depusă în octombrie 2017 de către un cetățean filipino-chinez, Wilfredo Keng, după ce Rappler a publicat o poveste despre presupusul împrumut făcut de Keng, a vehiculului său utilitar sportiv, către judecătorul șef Renato Corona ca formă de mită. Deși articolul a fost scris în 2012 înainte ca actul care incriminează calomnia cibernetică să fie semnat în drept de Benigno Aquino III. Departamentul de Justiție a considerat că acesta a fost republicat după ce o eroare tipografică a fost corectată în 2014. În 2019, avocați internaționali cunoscuți Amal Clooney, Caoilfhionn Gallagher și Can Yeginsu s-au alăturat echipei juridice (formată din avocați internaționali și filipinezi) care a apărat-o pe Ressa. Grupul de asistență juridică gratuită (FLAG),  principalul cabinet de avocatură în domeniul drepturilor omului din Filipine, a gestionat echipa juridică a Ressei în timpul diferitelor înfățișări.
În noiembrie 2018, guvernul filipinez a anunțat că o va acuza pe Ressa și  compania-mamă Rappler, Rappler Holdings Corporation, de evaziune fiscală și neprezentarea declarațiilor fiscale. Acuzațiile vizau investiția în Rappler de către rețeaua Omidyar în 2015. Ressa a negat acuzațiile, declarând inițial că banii străini au fost „donați” managerilor săi, afirmând ulterior că investițiile au fost sub formă de titluri de valoare. Rappler a emis o declarație prin care a negat orice vină. Biroul de venituri interne din Filipine, după un studiu al explicațiilor oferite de Ressa, a decis că emiterea de către Rappler a câștigurilor de capital generate de valori mobiliare este impozabilă. Acesta a concluzionat că Rappler a evitat plata în valoare de 133 GBP milioane ca impozite.
Pe 13 februarie 2019, judecătorul filipinez Rainelda Estacio-Montesa de la Filiala nr. 46 a Curții regionale de judecată din Manila a emis mandatul de arestare pentru „calomnie cibernetică” împotriva Ressei  pentru articolul publicat pe Rappler. Oficialii Biroului Național de Investigații din Filipine au îndeplinit acest mandat de arestare. Legea „calomniei cibernetice” a fost adoptată după publicarea inițială a articolului, iar acuzația a fost formulată pe motivul tehnic conform căruia remedierea unei greșeli de tipar ar putea fi considerată „republicare”. Arestarea a fost transmisă în direct de mulți dintre reporterii de la Rappler pe Facebook.
Ressa nu a reușit să depună la timp cauțiunea în valoare de 60.000 ₱ (1.150 dolari ), ceea ce a dus la arestarea și detenția sa în camera de consiliu a clădirii NBI. Un total de șase avocați, doi pro bono, au fost repartizați să lucreze la cazul ei. La 14 februarie 2019, în cadrul procedurii executorii  a judecătorului Maria Teresa Abadilla din orașul Manila, Ressa a fost pusa în libertate prin depunerea cauțiunii de 100.000 ₱ (1.900 dolari).
Arestarea Ressei a fost criticată de comunitatea internațională. Întrucât Ressa este un critic deschis al președintelui Rodrigo Duterte, mulți au considerat arestarea ca  având substrat politic. În schimb, purtătorul de cuvânt oficial al Palatului Malacañang a negat orice implicare a guvernului în arestare, afirmând că procesul împotriva Ressei a fost inițiat de o persoană privată, reclamantul Wilfredo Keng.
Madeleine Albright, fostă secretară de stat a SUA, a luat poziție afirmând că arestarea „trebuie condamnată de toate națiunile democratice”. În mod similar, Uniunea Națională a Jurnaliștilor din Filipine a numit arestarea lui Ressa „un act nerușinat de persecuție a unui un guvern agresor”.
National Press Club, o organizație acuzată că are legături strânse cu regimul Duterte și cu o lungă istorie în care critică organizația Rappler, a declarat că arestarea nu a fost hărțuire și că Ressa nu ar trebui să fie considerată ca fiind martiră pe „altarul libertății presei ”. De asemenea, a sesizat  politizarea problemei.
Procesul Ressei privind acuzațiile de „calomnie cibernetică” (ciberlibel) a început în iulie 2019. Într-o declarație pe care a făcut-o în prima zi a procesului, Ressa a spus: „Acest caz de "calomnie cibernetică" întinde limitele legale până le rupe" 
Ressa a fost găsită vinovată pe 15 iunie 2020. În hotărârea sa, judecătoarea Rainelda Estacio-Montesa a susținut că Rappler nu a oferit o dovadă că au verificat imputările diferitelor infracțiuni din articolul în litigiu ci că „pur și simplu le-au publicat ca știri în publicația lor online, ignorând cu nesăbuință dacă sunt false sau nu.” Judecătorul Rainelda Estacio-Montesa l-a citat și pe Nelson Mandela, spunând: „A fi liber nu înseamnă doar a renunța la lanțuri, ci a trăi într-un mod care respectă și sporește libertatea altora”. Sheila Coronel, directorul Centrului Stabil pentru Jurnalism de Investigație de la Universitatea Columbia, a susținut că această condamnare este reprezentativă pentru „cum moare democrația în secolul XXI”.
Ressa se confrunta cu o condamnare între șase luni și șase ani de închisoare și o amendă de 400.000 ₱ (8.000 de dolari). Ressa a avertizat că sfârșitul libertății presei în Filipine ar putea începe cu această condamnare. Purtătorul de cuvânt al președinției, Harry Roque, a cerut reprezentanților mass-media să „respecte decizia” și a afirmat angajamentul președintelui Rodrigo Duterte pentru libertatea de exprimare, în timp ce liderul opoziției Leni Robredo a descris-o drept o „acțiune îngrozitoare”, iar Uniunea Națională a Jurnaliștilor din Filipine a spus că „practic ucide libertatea de exprimare și a presei”. La nivel internațional, decizia a fost criticată de Human Rights Watch, Amnesty International și Reporters Without Borders. În declarația sa de condamnare a deciziei, Reporterii fără frontiere au denunțat procedura judiciară împotriva Ressei ca fiind „kafkiană”.

## Premii și recunoaștere
A fost nominalizată la Premiul Nobel pentru Pace în 2021 de către fostul ministru norvegian de externe Jonas Gahr Støre. La 8 octombrie 2021, Ressa fost anunțată oficial ca fiind, alături de Dmitry Muratov, câștigătoarea Premiului Nobel pentru Pace.